# La Pépinière (mini-série)
Pour les articles homonymes, voir La Pépinière.
La Pépinière est une mini-série québécoise en cinq parties de 52 minutes diffusée entre le 4 mars et le 1er avril 1984 à la Télévision de Radio-Canada dans Les Beaux Dimanches.

## Fiche technique
- Scénarisation : Robert Gurik et André Michaud
- Réalisation : Jean-Paul Fugère
- Société de production : Société Radio-Canada

## Distribution
- Huguette Oligny : Mlle Gingras
- Lenie Scoffié : Mélina
- Marie-Christine Perreault : Thérèse
- Paul Savoie : Jean-Guy
- Alain Fournier : Louis
- André Gosselin : Marc
- Raymond Bouchard : Vincent
- Yvon Dufour : Morin
- Guy Nadon : Maurice
- Denyse Chartier : Yvette
- Damir Andrei : Garry
- Markita Boies : Virginie
- Normand Chouinard : Jules
- Larry Michel Demers : Philippe
- Jean Deschênes : Georges
- France Desjarlais : Hélène
- Brian Dooley : Bruce
- Olivier Grau : Marcel
- Patrice L'Écuyer : Luc
- Esther Lewis : Caroline
- Han Masson : Catherine
- Hélène Mercier : Maryse
- Martin Neufeld : Tom
- Robert Parson : Ted
- Lorraine Pintal : Liliane
- Francis Reddy : Denis
- Jacques Rossi : Luc
- Lucie Routhier : Suzanne
- Christian Saint-Denis : Raymond
- Anouk Simard : Adèle
- Guy Thauvette : Gaston
- Gisèle Trépanier : Marielle
- Charles Vinson : Régis
- Robert Bouchard : facteur
- Aimé Major : acheteur
- Jean-René Ouellet : homme en voiture sport
- Denis Roy : Bertrand